# كاتيكيو هيتمان ريبورن!
كاتيكيو هيتمان ريبورن! (家庭教師ヒットマンREBORN!) هو اسم سلسلة مانغا من تأليف ورسم أكيرا أمانو تُنشر في مجلة شونن جمب الأسبوعية التي تنشر من قبل شويشا، وسلسلة أنمي عرضت في قناة تلفزيون طوكيو في اليابان.

## القصة
يتحدث الأنمي حول تسونايوشي ساوادا وهو مراهق في الخامسة عشر من العمر يعيش مع والدته إلى أن يلتقي بريبورن طفل في الخامسة من العمر يدعي أنه قاتل مأجور ويخبره أنه سيكون معلمه الشخصي مقابل السكن والطعام توافق أم بطل القصة لتبدأ هذه الأخيرة حيث يضرب ريبورن تسونايوشي برصاصة على رأسه تدعى رصاصة الموت تعطيه القوة والجرأة ليفعل أي شيأ ومن هنا تبدأ المغامرات حين يكتشف البطل أنه الوريث العاشر لعصابة المافيا الإيطالية الفونغولا Vongola ويبدأ بإنشاء العصابة وبعدها يقاتل أحد مخترعي الظلال اللذي سينضم إليهم بعدها ليحصلو أنصاف الخواتم التي تتيح لهم أن يكون الورثاء الرسميين للعائلة إذا ما هزمو الورثاء الآخرين يربحون اللقب ويسافرون للمستقبل ليقتلو بياكران الذي أباد الفونقولا في جميع الأبعاد وتحصل عصابة تسونايوشي ساوادا على تقنيات جديدة كالصناديق التي تعطيهم قوة هائلة ويحصل تسونايوشي على القوة الحقيقية للفونقولا ويعودو للماضي

## الشخصيات
- تسونايوشي ساوادا/تسونا
- هاياتو غوكوديرا
- تاكيشي ياماموتو
- لامبو
- ريوهي ساساغاوا
- كيويا هيباري
  - هيبيرد
- كروم دوكورو

### أسرة فونغولا
- تيموتيو/فونغولا التاسع
- جانيني
- ليميتسو ساوادا
- بازل
- جوكوديرا بيانكي
- فوتا
- إي - بين
- كيوكو ساساغاوا
- هارو

### الأركوبالينو
- ريبورن

** ليون هو سلاح للأركوبالينو ريبورن

- كولونيلو
- سكال
- فيردي
- فونغ
- فايبر
- يوني - زعيمة

#### حاملو خواتم عصابة الفنوغولا
```
*ساوادا تسونايوشي
*ياماموتو تاكاشي
*جوكوديرا هاياتو
*بوفينو لامبو 
*ساساغاوا ريوهي 
*هيباري كيويا 
*كروم دوكورو
*روكودو موكورو
```

### الأشرار
بياكوران

#### عصابة كوكويو
- موكورو روكودو
- كين جوشيما
- تشيكوسا كاكيموتو
- لانسيا

#### الفاريا
- XANXUS (زانزاس)
- سبيربي سكوالو
- لوسوريا
- ليفي أ ثان
- بيلفيغور
- غولا موسكا
- مامون
- فلان - يكون طالب لروكدو موكرو

#### أسرة ميلفيوري
- بياكوران
- شويتشي إيريه- جاسوس للفونوغولا
- يوني
- غنكيشي
- رازيل
- جنجربريد
- سبانر

##### وايت سبيل
- غلوكسينيا

##### بلاك سبيل
- غاما
- نوسارو
- تازارو

##### أكاليل الجنازة الستة الحقيقة
- كيكيو
- زاكورو
- دايزي
- بلوبيل
- توريكابوتو
- غوست

### آخرون
- كيوكو ساساغاوا
- هارو ميورا
- أي-بين
- لال ميرش
- بيانشي
- نانا ساوادا
- هانا كوروكاوا
- دكتور شامال
- دينو
  - إنزيو
- فوتا
- سيرفيلو

## طاقم إنتاج الأنمي
- الإخراج: كينيتيشي إيمايزمي
- تأليف النص الرئيسي: نوبواكي كيشيما
- تصميم الشخصيات: ماسايوشي تاناكا
- الإخراج الفني: ماسازومي ماتسوميا
- الموسيقى: توشيهيكو ساهاشي
- إنتاج الموسيقى: بوني كانيون
- إخراج الصوت: كاززو هامانو
- إنتاج الرسوم المتحركة: أرتلاند
- إنتاج: تلفزيون طوكيو، دنتسو

## وصلات خارجية
- كاتيكيو هيتمان ريبورن! على موقع ANN manga (الإنجليزية)